# Ahmed Deedat
Ahmed Hoosen (Hussein) Deedat (geb. 1. Juli 1918 in Surat, Bombay, Britisch-Indien; gest. 8. August 2005 in Verulam, eThekwini, Südafrika) war ein indisch-südafrikanischer Schriftsteller und muslimischer Missionar. Er wurde vor allem dank seiner zahlreichen öffentlichen interreligiösen Debatten mit evangelikalen Christen wie auch durch Vorträge, die durch das Internet zugänglich sind, bekannt. Seine Arbeit zielte darauf ab Menschen, vor allem Christen, für die Religion des Islam zu gewinnen, indem er insbesondere mit der Bibel versuchte Interpretationen und Lehren des Christentums zu widerlegen. Eine formale Ausbildung als muslimischer Gelehrter hat Deedat nie absolviert.
Deedat war Gründer der IPCI, einer internationalen islamischen Organisation von Missionaren, und Verleger von Broschüren über den Islam und das Christentum.

## Leben

### Frühes Leben
Mit neun Jahren verließ er Indien, um seinem nach Südafrika emigrierten Vater, Hoosen Cassim Deedat, zu folgen – kurz darauf starb seine Mutter. In Südafrika überwand er während der Schulzeit die neue sprachliche Barriere.
Seine Schulausbildung erlebte er an der Carlisle High School in Durban und an der Indian Higher Grade School. Später erlangte er eine Ausbildung am M.L. Sultan Technical College in Durban.
Aus finanziellen Gründen brach seine Schulausbildung ab und er begann im Alter von 16 Jahren zu arbeiten.
1936 traf er während der Arbeit als Möbelverkäufer eine Gruppe von Missionaren in einem christlichen Seminar an der Küste von Natal, die sich bemühten, Menschen muslimischen Glaubens zu bekehren. Sie behaupteten, der Prophet Mohammed habe den Islam „durch das Schwert“ verbreitet. Deedat entwickelte daraufhin ein zunehmendes Interesse an den Weltreligionen und der vergleichenden Religionswissenschaft. Beeindruckt wurde er durch die Lektüre des Buches „Izhar ul-Haqq“ von Rahmatallāh al-Kairānawī, das die Bemühungen früherer christlicher Missionare in Indien beschreibt. Deedat kaufte sich eine Bibel und begann, mit noch auszubildenden Missionaren Diskussionen zu führen, deren Fragen er vorher nicht hatte beantworten können.
Er begann, islamische Studienkurse zu besuchen, die von einem örtlichen muslimischen Konvertiten namens Fairfax abgehalten wurden. Als dieser sah, wie beliebt die Kurse waren, bot Fairfax ihm an, einen zusätzlichen Kurs über die Bibel und darüber, wie man Christen über den Islam predigt, zu unterrichten. Kurz darauf musste Fairfax sich zurückziehen, und Deedat, der zu diesem Zeitpunkt schon recht gut über die Bibel Bescheid wusste, übernahm den Kurs, den er drei Jahre lang leitete. Eine formale Ausbildung als muslimischer Gelehrter hat Deedat nie absolviert.

### Erste Missionarstätigkeiten
Seinen ersten Vortrag „Muhammad: Messenger of Peace“ hielt er 1942 im Kino „Avalon Cinema“ in Durban vor 15 Personen. Langsam gewann Deedat mehr Aufmerksamkeit und wurde eingeladen, Vorträge zu halten, hauptsächlich in südafrikanischen Städten wie Johannesburg und Kapstadt. Ebenso führte er Touristen durch die große Juma-Moschee in Durban, für die ein strukturiertes Programm erstellt wurde, dass zu einer nachgehenden weiteren Beschäftigung mit dem Islam einladen sollte.

### IPCI
1957 gründete Deedat zusammen mit Goolam Hoosein Vanker und Taahir Rasool die Organisation „IPCI-Islamic Propagation Centre International“, mit dem Ziel, eine Vielzahl von Büchern über den Islam zu drucken und anzubieten; die Zielgruppe waren vor allem muslimische Konvertiten. Die muslimische Gemeinschaft Südafrikas unterstützte seine Bemühungen, ein Förderer spendete ein 30.000 Quadratmeter großes Grundstück, auf dem er das Al Salaam Educational Institute in Braemar gegründet wurde. Das Experiment war jedoch nicht von Erfolg gekrönt, da es dem IPC an Personal und finanziellen Mitteln mangelte, und wurde 1973 vom Muslim Youth Movement of South Africa übernommen. Deedat kehrte daraufhin nach Durban zurück und baute die Aktivitäten der IPC aus.

### Internationales Auftreten (1985–1995)
Anfang der 1980er-Jahre wurde Deedats Arbeit zunehmend außerhalb Südafrika auch bekannt und begann in dem folgenden Jahrzehnt mehrere Reisen in andere Länder, darunter in Großbritannien, Schweiz, Saudi-Arabien, Ägypten, Pakistan, den USA, Schweden, Dänemark, Australien, Kanada, den Vereinigten Arabischen Emiraten und den Malediven. 1986 wurde er mit dem Internationalen König-Faisal-Preis für seine 50-jährige Tätigkeit als muslimischer Missionar ausgezeichnet. Die Hauptthemen seiner Debatten waren „Ist die Bibel wahres Wort Gottes?“ und „Ist Jesus Gott?“, die er mit den evangelikalen Pastoren Jimmy Swaggart in den USA, Anis Shorrosh in Großbritannien, Stanley Sjoberg in Schweden, und Erick Bock in Dänemark, diskutierte. Die Debatten wurden auf Video aufgezeichnet und zu Tausenden als Videokassetten in der ganzen Welt verbreitet; heute sind sie im Internet auf Videoportalen zu finden. Deedat forderte ebenfalls Papst Johannes Paul II. zu einem öffentlichen Dialog auf dem Vatikanplatz heraus, doch gemäß Deedats Broschüre „His Holiness Plays Hide and Seek With Muslims“, lehnte dieser ab.
In derselben Zeit wurde Deedat zunehmend sowohl von Anhängern anderer Religionsgemeinschaften als auch von anderen Muslimen kritisiert, die ihm vorwarfen, Intoleranz oder gar Hass zu verbreiten. 1988 befürwortete Deedat Ayatollah Khomeinis Fatwa gegen den Schriftsteller Salman Rushdie wegen dessen vermeintlicher Verunglimpfung des Propheten Mohammed in seinem fiktionalen Roman Die satanischen Verse.

### Letzte Lebensjahre
Am 3. Mai 1996 erlitt Deedat einen Schlaganfall, der ihn teilweise lähmte, so dass er nicht mehr sprechen und schlucken konnte. Man brachte ihn in das King Faisal Specialist Hospital in Riad, wo er lernte, über eine Reihe von Augenbewegungen zu kommunizieren. Seine letzten neun Lebensjahre verbrachte er in der Obhut seiner Frau Hawa Deedat in Verulam, einem Stadtteil der Metropolgemeinde eThekwini in Südafrika. Er starb am 8. August 2005, seine Frau rund ein Jahr später am 28. August 2006.

## Bewertung und Kritik
Dem Wissenschaftler Brian Larkin zufolge „ist Deedats Missionierung von besonderer Art. Er hat zum Beispiel wenig über die Irrationalität des Sufismus oder des Schiismus zu sagen [...] Vielmehr ist sein ganzes Bemühen darauf gerichtet, die christliche Evangelisation zu untergraben und zu widerlegen und die Muslime gegen christliche Angriffe zu wappnen. Sein Ruhm beruht also nicht auf der Beherrschung der islamischen Wissenschaften, sondern auf seiner gründlichen Kenntnis der Bibel. Wie ein Nigerianer ihn charakterisierte, öffnete Deedat Millionen von Muslimen die Augen in der hohen Kunst des interreligiösen Dialogs“. Seine Englischkenntnisse, seine Fähigkeit zu debattieren und seine Beherrschung anderer Schriften „haben ihn bei Millionen von Menschen beliebt gemacht, die seine Videos gesehen oder seine Traktate gelesen haben, von denen Millionen kostenlos in die ganze Welt verschickt werden. [...] Deedats Quelle der Autorität ist also eine ungewöhnliche, da er eher christliche als muslimische Texte beherrscht und eher Englisch als Arabisch spricht.“

## Auszeichnungen
- 1986 Internationaler König-Faisal-Preis für seine 50-jährige Tätigkeit als Missionar

## Schrifttum
- Was Christ crucified?: Based on Bible. Ansari Publications, Karachi, 1965
- What the Bible says about Muhummed. Islamic Propagation Centre, Birmingham, 1976
- Resurrection or resuscitation? Islamic Propagation Centre International, Birmingham, 1978
- Who moved the stone? Islamic Propagation Centre International, Birmingham, 1988
- What was the sign of Jonah. Kanoo Group, Durban, 2000[6]